# هايكه دريشلر
هايكه دريشلر (بالألمانية: Heike Drechsler)‏ (16 ديسمبر 1964 في غيرا -) سياسية، وبطلة العالم سابقًا في الوثب الطويل، ومنافسة ألعاب القوى، وعداءة سريعة من ألمانيا.
في 2018، أعلنت هايكه دريشلر أنها وظفت خبيرًا لاثبات عدم تعاملها مع وزارة أمن الدولة السابقة («شتازي») في ألمانيا الشرقية. وأكدت دريشلر البالغة راهنا 53 عاما في حديث مع قناة «بي آر» الألمانية عدم صحة المزاعم التي طاردتها لارتباطها بـ«شتازي»، جهاز الأمن السري المهاب في ألمانيا الشرقية السابقة والذي كان يراقب المواطنين باستمرار.

## الجوائز
- ذهبية بطولة العالم 1983 في هلسنكي تحت ألوان ألمانيا الشرقية.
- الفضية في ألعاب سيول الأولمبية 1988 وبرونزيتي سباقي 100 و200 م.
- ذهبية الوثب الطويل في برشلونة 1992.
- ذهبية الوثب الطويل في سيدني 2000.
- وسام الاستحقاق لبادن-فورتمبيرغ
- وسام الاستحقاق الوطني الذهبي
- وسام نجمة صداقة الشعوب لألمانيا الشرقية [الإنجليزية]‏
- ميدالية بيسليت  [لغات أخرى]‏

## روابط خارجية
- هايكه دريشلر على موقع IMDb (الإنجليزية)
- هايكه دريشلر على موقع الاتحاد الدولي لألعاب القوى (الإنجليزية)
- هايكه دريشلر على موقع الاتحاد الأوروبي لألعاب القوى (الإنجليزية)
- هايكه دريشلر على موقع أوليمبيديا (الإنجليزية)